# 顾脱贝属
顧脫貝屬（學名：Kutorgina），又名庫脫貝屬、古脫貝屬、庫圖貝屬，是顧脫貝科下已滅絕的一個屬，生存在寒武紀的海洋中。這種早期腕足動物的外殼呈凹凸型，背殼較小、呈碟形，腹殼較大、呈拱形。背殼在背部有一個相當突出的區域，由殼喙彎曲而成。

## 物種[1]
- Kutorgina catenata Koneva, 1979
- 澄江顾脱贝 Kutorgina chengjiangensis Zhang & al., 2007
- Kutorgina reticulata Poulsen, 1932